# Stenospermation monsalvae
Stenospermation monsalvae är en kallaväxtart som beskrevs av Thomas Bernard Croat och D.C.Bay. Stenospermation monsalvae ingår i släktet Stenospermation och familjen kallaväxter. Inga underarter finns listade.